# Exact Cross 2023-2024
De Exact Cross 2023-2024 is het 8e seizoen van een serie overkoepelende wedstrijden in het veldrijden. In de Exact Cross worden er geen punten gegeven, noch is er een algemeen klassement of een algehele eindwinnaar. De wedstrijdserie is genoemd naar de hoofdsponsor, de softwareontwikkelaar Exact. De Exact Cross wordt georganiseerd door Golazo.

## Mannen elite
| Datum      | Wedstrijd                   | Cat. | Eerste                 | Tweede                 | Derde                  |       |
| ---------- | --------------------------- | ---- | ---------------------- | ---------------------- | ---------------------- | ----- |
| 08/10/2023 | be-Mine Cross, Beringen     | C2   | Thibau Nys             | Eli Iserbyt            | Michael Vanthourenhout | [ 1 ] |
| 09/12/2023 | Robotland Cyclocross, Essen | C2   | Wout van Aert          | Jens Adams             | Thijs Aerts            |       |
| 22/12/2023 | Zilvermeercross, Mol        | C2   | Mathieu van der Poel   | Wout van Aert          | Niels Vandeputte       | [ 2 ] |
| 29/12/2023 | Azencross, Loenhout         | C1   | Mathieu van der Poel   | Gianni Vermeersch      | Felipe Orts            | [ 3 ] |
| 20/01/2024 | Kasteelcross, Zonnebeke     | C2   | Michael Vanthourenhout | Gianni Vermeersch      | Tim Merlier            | [ 4 ] |
| 07/02/2024 | Parkcross, Maldegem         | C2   | Eli Iserbyt            | Michael Vanthourenhout | Niels Vandeputte       | [ 5 ] |
| 17/02/2024 | Waaslandcross, Sint-Niklaas | C2   | Michael Vanthourenhout | Eli Iserbyt            | Lars van der Haar      | [ 6 ] |

## Vrouwen elite
| Datum      | Wedstrijd                   | Cat. | Eerste                   | Tweede                     | Derde              |        |
| ---------- | --------------------------- | ---- | ------------------------ | -------------------------- | ------------------ | ------ |
| 08/10/2023 | be-Mine Cross, Beringen     | C2   | Fem van Empel            | Ceylin del Carmen Alvarado | Shirin van Anrooij | [ 7 ]  |
| 09/12/2023 | Robotland Cyclocross, Essen | C2   | Marion Norbert-Riberolle | Aniek van Alphen           | Laura Verdonschot  |        |
| 22/12/2023 | Zilvermeercross, Mol        | C2   | Lucinda Brand            | Shirin van Anrooij         | Laura Verdonschot  | [ 8 ]  |
| 29/12/2023 | Azencross, Loenhout         | C1   | Sanne Cant               | Kristýna Zemanová          | Manon Bakker       | [ 9 ]  |
| 20/01/2024 | Kasteelcross, Zonnebeke     | C2   | Marion Norbert Riberolle | Larissa Hartog             | Clara Honsinger    | [ 10 ] |
| 07/02/2024 | Parkcross, Maldegem         | C2   | Laura Verdonschot        | Leonie Bentveld            | Manon Bakker       | [ 11 ] |
| 17/02/2024 | Waaslandcross, Sint-Niklaas | C2   | Lucinda Brand            | Laura Verdonschot          | Annemarie Worst    | [ 12 ] |

Kampioenschappen:  Wereldkampioenschappen ·
 Europese kampioenschappen ·
 Belgische kampioenschappen ·
 Nederlandse kampioenschappen
Klassementen:  Wereldbeker ·
 Superprestige ·
 X²O Badkamers Trofee ·
 TOI TOI Cup ·
 USCX Series ·
 Coupe de France ·
 National Trophy Series ·
 Copa de España ·
 Swiss Cyclocross Cup ·
 Hope Supercross Series
Overig:  Exact Cross ·  Losse crossen België
2016-2017 · 2017-2018 · 2018-2019 · 2019-2020 · 2020-2021 · 2021-2022 · 2022-2023 · 2023-2024 · 2024-2025